# James Dickson (botaniste)
Pour les articles homonymes, voir Dickson.
James J. Dickson, né en 1738 à Traquair (en) et mort en 1822 à Croydon, est un horticulteur, botaniste, mycologue et explorateur écossais.

## Biographie
Beau-frère de Mungo Park, entre 1785 et 1801, il a publié Fasciculus plantarum cryptogamicarum Britanniae, un ouvrage en quatre volumes dans lesquels il distingue plus de 400 espèces d'algues et de champignons des îles britanniques.
Il est également l'auteur de Collection of Dried Plants, Named on the Authority of the Linnaean Herbarium and Other Original Collections.
Le genre de plante Dicksonia est nommé d'après lui.